# Ausper
Ausper – konstruktor samochodów wyścigowych, funkcjonujący w latach 1960–1962.

## Historia
Firma została założona przez Australijczyka Toma Hawkesa. Hawkes w 1959 roku osiadł w Wielkiej Brytanii i zdecydował się na budowę niedrogich z założenia samochodów Formuły Junior, napędzanych silnikami 1,0 bądź 1,1 litra. Zdecydował się on na umieszczenie silnika z tyłu, bazując na sukcesach Lotusów i Cooperów w Formule 1. Wkrótce później założył spółkę z rodakiem i przyjacielem, Adrianem Gundlachem, otwierając warsztat pod nazwą Performance Cars of Australia (później Competition Cars of Australia). Hawkes i Gundlach w 1960 roku zbudowali dwa samochody nazwane Tomahawk, przy czym jeden był napędzany silnikiem BMC, a drugi jednostką Ford 105E. Debiut Tomahawka przypadł na wyścig w Brands Hatch, gdzie Peter Jopp zajął dziewiąte miejsce. Pierwszy model „produkcyjny”, T2, został ukończony pod koniec 1960 roku i sprzedany Lauriemu Whiteheadowi. Pod koniec 1960 roku zbudowano dwa samochody T2, z czego jeden był przerobionym Tomahawkiem. W 1961 roku skonstruowano trzy Auspery T3, przy czym ich nadwozie opierało się na Lotusie. Jednym z kierowców T3 był Steve Ouvaroff, ale te samochody nie były konkurencyjne. W 1962 roku zbudowane zostały trzy modele T4. Te napędzane silnikami Forda samochody były bardziej zaawansowane technicznie niż T3. Ich nadwozia były jednak nietrwałe i samochody nie odnosiły sukcesów. Ausper planował także starty w Formule 1 z silnikiem Clisby 1,5 V6, ale te plany nie doszły do skutku, kiedy okazało się, że silnik nie zostanie zbudowany. W 1962 roku zaprzestano jakiejkolwiek produkcji samochodów. Później modele T3 zostały przerobione i wykorzystane w Formule 3 przez Tony'ego Horsleya (1964) i Patricka Allfreya (1966), ale bez sukcesów.